# Monica Lewinsky
Monica Samille Lewinsky (San Francisco, California, 23 de julio de 1973) es una activista, personalidad de televisión y diseñadora de moda estadounidense. Se hizo conocida por el escándalo Lewinsky o Monicagate. El entonces presidente de los Estados Unidos, Bill Clinton, admitió posteriormente que sostuvo una «relación inapropiada» con Lewinsky mientras ella trabajaba como becaria no remunerada (nivel de entrada de menor relevancia del personal) en la Casa Blanca entre 1995 y 1996, a la edad de 22 años.
El escándalo se desató después de las acusaciones de acoso sexual iniciado contra Clinton por Paula Jones, y a continuación de que el presidente Clinton admitiese bajo juramento sus relaciones extramaritales con Gennifer Flowers. Su repercusión tuvo como consecuencia un impeachment a Bill Clinton.
Después del escándalo, Lewinsky obtuvo reconocimiento internacional, teniendo una variedad de proyectos, que involucraron el diseño de una línea de bolsos con su nombre y trabajando como portavoz y personalidad de televisión. Posteriormente, dejó la vida pública para obtener una maestría en psicología en Londres. En 2014, volvió a la vida pública como activista social contra el ciberacoso.

## Biografía
Lewinsky nació en San Francisco. Creció en una familia acomodada del sur de California, en el lado oeste de Los Ángeles, y posteriormente en Beverly Hills. Su padre es Bernard Lewinsky, nacido en El Salvador, oncólogo de profesión e hijo de judíos alemanes que emigraron a Centroamérica para escapar del nazismo. Su padre llegó cuando él tenía 14 años. Su madre, Marcia Kaye Vilensky, hija de padre judío y madre lituana ruso-rumana, es autora bajo el sobrenombre de Marcia Lewis. Su madre escribió el libro de chismes The Private Life of Three Tenors, donde hablaba de la vida amorosa de Plácido Domingo, Luciano Pavarotti y José Carreras. El libro recibió publicidad de alto nivel cuando estalló el caso Lewinsky, cuando los periodistas compararon las "insinuaciones" de Lewis sobre una aventura con Plácido Domingo con los hechos (por entonces no probados) que involucraban a su hija. El abuelo materno de Mónica, Samuel M. Vilensky, era judío lituano, y la abuela materna de Mónica, Bronia Poleshuk, nació en la concesión británica de Tianjin (China), en una familia judía rusa. Los padres de Monica se separaron y divorciaron entre 1987 y 1988, lo que afectó a Monica. Más tarde, su padre se casó con su actual esposa, Barbara; su madre se casó con R. Peter Straus, ejecutivo mediático y ex director de Voice of America durante la presidencia de Jimmy Carter.
La familia asistía al Templo Sinaí de Los Ángeles, y Mónica asistió a la Academia Sinaí Akiba, su escuela religiosa. Para su educación primaria, asistió a la Escuela John Thomas Dye de Bel-Air. Asistió a Beverly Hills High School durante sus primeros tres años de secundaria, antes de trasladarse a la Bel Air Prep (más tarde conocida como Pacific Hills School) para su último año, donde se graduó en 1991.
Fue al Santa Monica College, universidad comunitaria de 2 años. Trabajó para el departamento de teatro de la escuela secundaria de Beverly Hills y en una tienda de corbatas. En 1992, supuestamente comenzó una aventura de 5 años con Andy Bleiler, su exinstructor de teatro de la escuela secundaria casado. En 1993, se matriculó en Lewis & Clark College en Portland (Oregón), y se graduó con una licenciatura en psicología en 1995. En una aparición en Larry King Live en el 2000, reveló que comenzó una aventura con un hombre casado de 40 años en Los Ángeles cuando tenía 18 años, y que la aventura continuó mientras asistía al Lewis & Clark College a principios de los 90. No desveló la identidad del hombre.
Con la ayuda de un contacto de su familia, consiguió una pasantía de verano no remunerada en la Casa Blanca en la oficina del Jefe de Gabinete de la Casa Blanca, Leon Panetta. Lewinsky se mudó a Washington D. C. y asumió el cargo en julio de 1995. Se mudó a un puesto remunerado en la Oficina de Asuntos Legislativos de la Casa Blanca en diciembre de 1995.

## Escándalo

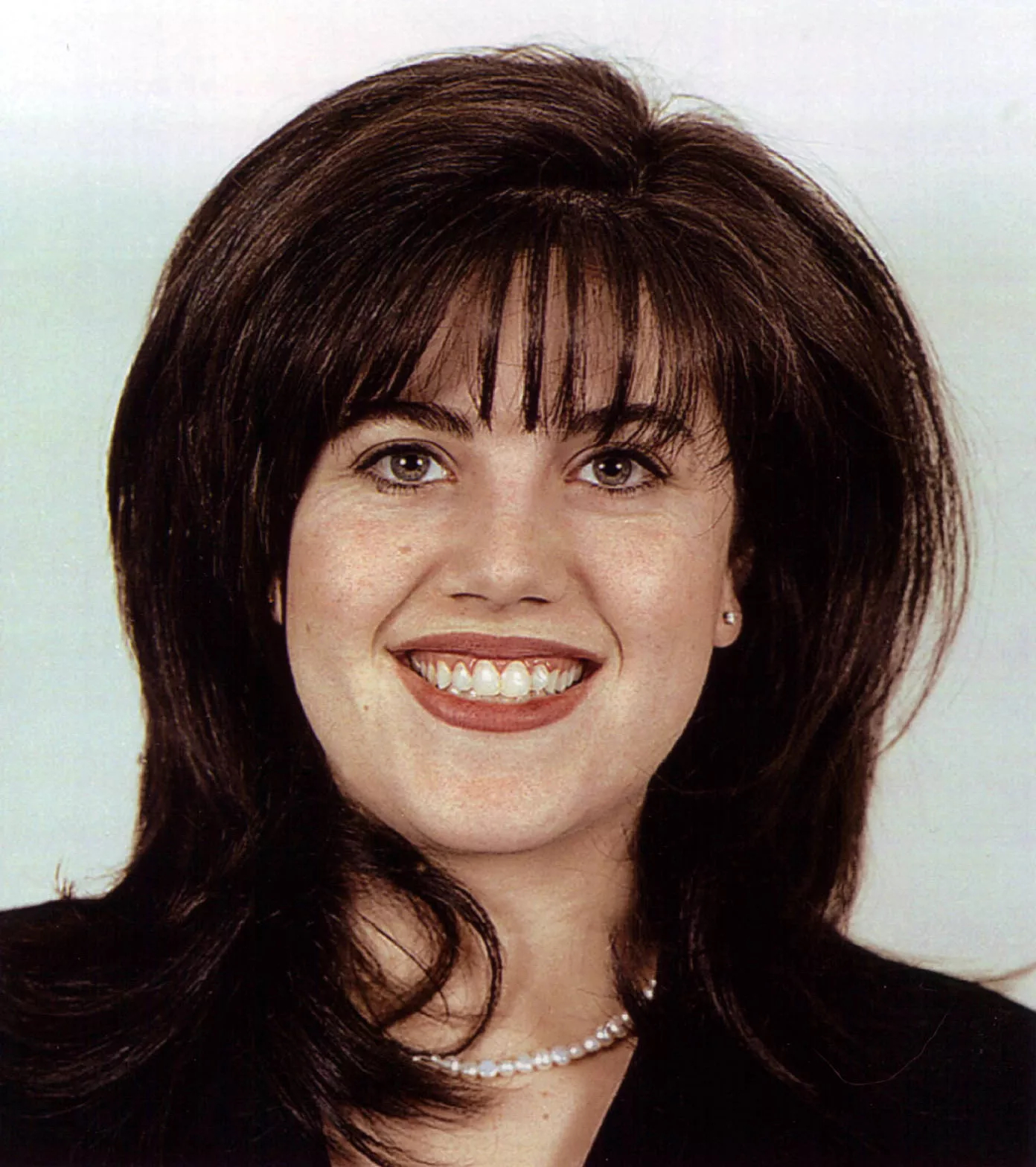
Monica Lewinsky como aparecía en el ID del Gobierno de los Estados Unidos, en 1997.

Durante su tiempo en la Casa Blanca como becaria ad honorem, mantuvo relaciones con el presidente Bill Clinton. Lewinsky sostenía que su relación con Clinton consistía en practicarle sexo oral y otros actos sexuales (pero no relaciones sexuales) en el despacho Oval de la Casa Blanca durante su horario de trabajo. Ella creía mantener una relación amorosa con él, pero él lo negó todo. El informe resultante de la investigación de Kenneth Starr (Informe Starr) culminó con una acusación penal contra el presidente por un delito de perjurio, ya que Clinton había negado públicamente ante los medios y ante el Congreso su relación con Lewinsky. Después de mucho negarlo, y ante las pruebas de ADN, Clinton reconoció que Lewinsky decía la verdad.
El 4 de marzo de 1999, salió a la venta en los Estados Unidos el libro Monica's Story, una biografía autorizada escrita por Andrew Morton que detalla su aventura con Bill Clinton. También se extrajo como artículo de portada en la revista Time.
En 2019 se confirmó que la tercera temporada de la serie American Crime Story sería sobre el escándalo sexual con Bill Clinton y que la actriz Beanie Feldstein interpretaría a Lewinsky.

## Vida posterior

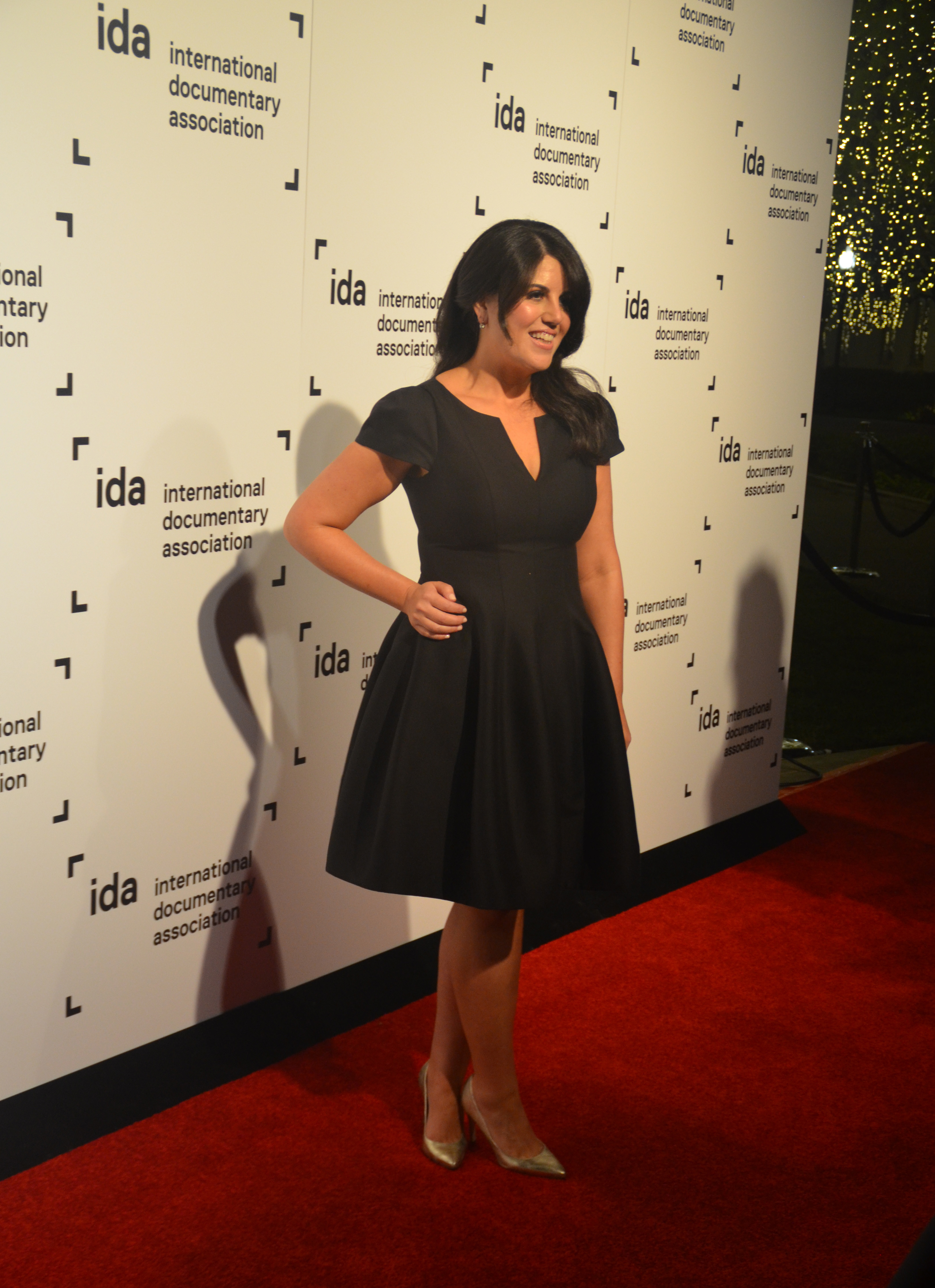
Lewinsky en los Premios de la Asociación Internacional de Documentales, 2014.

El asunto llevó a la celebridad de la cultura pop a Lewinsky, ya que se había convertido en el foco de una tormenta política.
El 3 de marzo de 1999, Barbara Walters entrevistó a Lewinsky en el programa 20/20 de la ABC. El programa fue visto por 70 millones de estadounidenses, lo que según ABC fue un récord para un programa de noticias. Lewinsky ganó alrededor de $500.000 por su participación en el libro y otro millón por los derechos internacionales de la entrevista de Walters, pero aún estaba acosada por las altas facturas legales y los costos de vida.
En junio de 1999, la revista feminista Ms. publicó una serie de artículos de la escritora Susan Jane Gilman, la sexóloga Susie Bright y la autora y presentadora Abiola Abrams que argumentaban a partir de tres generaciones de mujeres si el comportamiento de Lewinsky tenía algún significado para el feminismo. También en 1999, Lewinsky se negó a firmar un autógrafo en un aeropuerto y dijo: "Soy conocida por algo por lo que no es tan bueno ser conocido". Hizo un cameo como ella misma en dos sketches durante el episodio del 8 de mayo de 1999 de Saturday Night Live de la NBC, programa que había satirizado su relación con Clinton durante los 16 meses anteriores.
Según su propio relato, Lewinsky había sobrevivido a la intensa atención de los medios durante el período del escándalo tejiendo.
En septiembre de 1999, amplió este interés al comenzar a vender una línea de bolsos que llevaban su nombre, bajo el nombre de la empresa The Real Monica, Inc. Se vendían tanto en línea, en Nueva York, California y Londres. Lewinsky diseñó los bolsos y viajó con frecuencia para supervisar su fabricación en Luisiana.
A principios del 2000, comenzó a aparecer en comerciales de televisión para la compañía de dietas Jenny Craig, Inc. También a principios de 2000, se mudó a la ciudad de Nueva York, vivió en West Village y se convirtió en invitada de primera en la escena social de Manhattan. En febrero del 2000, apareció en The Tom Green Show de MTV, en un episodio en el que el presentador Tom Green la llevó a la casa de sus padres en Ottawa en busca de tela para su nuevo negocio de bolsos. Más tarde, en el 2000, Lewinsky trabajó como corresponsal de Channel 5 en el Reino Unido, en el programa Postales de Mónica, informando sobre la cultura y las tendencias estadounidenses desde una variedad de lugares.
En marzo de 2002, Lewinsky, que ya no estaba obligada por los términos de su acuerdo de inmunidad, apareció en el especial de HBO, "Monica in Black and White", parte de la serie America Undercover. En él, respondió a las preguntas de la audiencia del estudio sobre su vida y el caso Clinton.
Lewinsky presentó un programa de citas de telerrealidad, Mr. Personality, en Fox Television Network en 2003, donde aconsejó a las jóvenes concursantes que elegían hombres ocultos por máscaras. 
Fue muy crítica en 2004 cuando salió la autobiografía de Bill Clinton, My Life, señalando que "había mentido", que "al menos esperaba que corrigiera sus declaraciones falsas" y que no aceptaba "que hubiese tenido que profanar por completo su personaje".
Para 2005, descubrió que no podía escapar del centro de atención en los Estados Unidos, lo que dificultó tanto su vida profesional como personal. Dejó de vender su línea de bolsos y se mudó a Londres para estudiar psicología social en la London School of Economics. En diciembre de 2006, se graduó con una Maestría en Ciencias. Durante la próxima década, trató de evitar la publicidad.
Mantuvo correspondencia en 2009 con el académico Ken Gormley, quien estaba escribiendo un estudio en profundidad de los escándalos de Clinton y sostuvo que Clinton había mentido bajo juramento cuando se le hicieron preguntas detalladas y específicas sobre su relación con ella. En 2013, la exesposa de Bleiler subastó los artículos asociados con Lewinsky que Bleiler le había entregado a Starr. 
Durante su década fuera del ojo público, Lewinsky vivió en Londres, Los Ángeles, Nueva York y Portland; pero, debido a su notoriedad, tuvo problemas para encontrar empleo en los puestos de comunicación y marketing de las organizaciones sin fines de lucro donde había sido entrevistada.
En mayo de 2014, Lewinsky escribió un ensayo para la revista Vanity Fair titulado "Vergüenza y supervivencia", en el que habló sobre su vida y el escándalo. Mantuvo que la relación era mutua y escribió que mientras Clinton se aprovechaba de ella, era una relación consensuada. Añadió: "Yo misma, lamento profundamente lo que sucedió entre el presidente Clinton y yo. Permítanme decirlo de nuevo: yo. Profundamente. Lamento. Lo que sucedió".
En julio de 2014, fue entrevistada en un especial de televisión de tres partes para National Geographic Channel, titulado The 90s: The Last Great Decade. La serie analizó varios eventos de la década de 1990, incluido el escándalo que puso a Lewinsky en el centro de atención nacional. Esta fue la primera entrevista de este tipo de Lewinsky en más de diez años.
En octubre de 2014, tomó una posición pública contra el ciberacoso, llamándose a sí misma "paciente cero" del acoso en línea, hablando en cumbres de la revista Forbes "30 Under 30" y en charlas TED pidiendo una Internet más compasiva. En junio de 2015, se convirtió en embajadora y asesora estratégica de la organización contra el acoso escolar Bystander Revolution. En septiembre de 2015, Amy Robach entrevistó a Lewinsky en Good Morning America, sobre la campaña del Mes de Acción de Bystander Revolution para el Mes Nacional de Prevención del Acoso. Lewinsky escribió el prólogo de un libro de octubre de 2017 de Sue Scheff y Melissa Schorr, Shame Nation: The Global Epidemic of Online Hate.
En octubre de 2017, Lewinsky tuiteó el hashtag #MeToo para indicar que fue víctima de acoso y/o agresión sexual, pero no dio detalles. Escribió un ensayo en la edición de marzo de 2018 de Vanity Fair en el que no explicaba directamente por qué usó el hashtag en octubre. Sí escribió que repasando su relación con Bill Clinton, aunque fue consensuada, porque él era 27 años mayor que ella y estaba en un puesto con mucho más poder que el que ella tenía, en su opinión la relación constituía un "abuso de poder" por parte de Clinton. Agregó que le habían diagnosticado trastorno por estrés postraumático por lo que vivió después de que se revelara la relación.
En 2019, John Oliver la entrevistó en su programa de HBO Last Week Tonight with John Oliver, donde discutieron la importancia de resolver el problema de la vergüenza pública y cómo su situación podría haber sido diferente si las redes sociales hubieran existido en el momento en que el escándalo estalló a fines de la década de 1990.
El 6 de agosto de 2019, se anunció que el escándalo Lewinsky sería el tema central de la tercera temporada de la serie de televisión American Crime Story con el título Impeachment. La temporada comenzó la producción en octubre de 2020. Lewinsky fue coproductora. Consta de 10 episodios y se estrenó el 7 de septiembre de 2021 por FX. La actriz Beanie Feldstein interpreta a Mónica Lewinsky.